# Airmyn
Airmyn is een civil parish in het bestuurlijke gebied East Riding of Yorkshire, in het Engelse graafschap East Riding of Yorkshire met 768 inwoners.

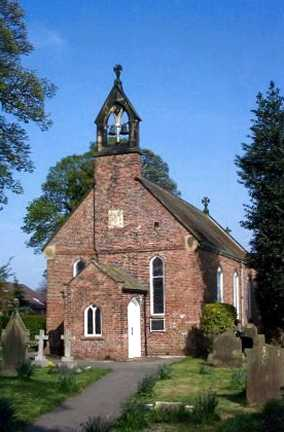
St David's Church